# Paris Masters 2013 - Qualificazioni singolare
Le qualificazioni del singolare  del Paris Masters 2013 sono state un torneo di tennis preliminare per accedere alla fase finale della manifestazione. I vincitori dell'ultimo turno sono entrati di diritto nel tabellone principale. In caso di ritiro di uno o più giocatori aventi diritto a questi sono subentrati i lucky loser, ossia i giocatori che hanno perso nell'ultimo turno ma che avevano una classifica più alta rispetto agli altri partecipanti che avevano comunque perso nel turno finale.

## Teste di serie
1. Robin Haase (qualificato)
2. Pablo Andújar (ultimo turno, ritirato, lucky loser)
3. Horacio Zeballos (primo turno)
4. Bernard Tomić (qualificato)
5. João Sousa (primo turno)
6. Roberto Bautista Agut (ultimo turno)

1. Guillermo García López (primo turno)
2. Pablo Carreño Busta (ultimo turno)
3. Igor Sijsling (qualificato)
4. Łukasz Kubot (ultimo turno)
5. Daniel Gimeno Traver (primo turno)
6. Michał Przysiężny (qualificato)

## Qualificati
1. Robin Haase
2. Santiago Giraldo
3. Pierre-Hugues Herbert

1. Bernard Tomić
2. Michał Przysiężny
3. Igor Sijsling

### Lucky Loser
1. Pablo Andújar

## Tabellone

### Legenda
| - Q = Qualificato - WC = Wild card - LL = Lucky loser | - ALT = Alternate - SE = Special Exempt - PR = Protected Ranking | - w/o = Walkover - r = Ritirato - d = Squalificato |

### Sezione 1
|  | Primo turno | Primo turno          | Primo turno | Primo turno | Primo turno |  |  | Ultimo turno | Ultimo turno | Ultimo turno | Ultimo turno | Ultimo turno |  |
|  |             |                      |             |             |             |  |  |              |              |              |              |              |  |
|  | 1           | Robin Haase          | 6           | 3           | 7           |  |  |              |              |              |              |              |  |
|  |             | Albert Ramos Viñolas | 1           | 6           | 610         |  |  | 1            | Robin Haase  | Robin Haase  | 6            | 7            |  |
|  |             | Denis Kudla          | 7           | 2           | 3           |  |  | 10           | Łukasz Kubot | Łukasz Kubot | 2            | 65           |  |
|  | 10          | Łukasz Kubot         | 6(0)        | 6           | 6           |  |  |              |              |              |              |              |  |

### Sezione 2
|  | Primo turno | Primo turno          | Primo turno          | Primo turno | Primo turno |  |  | Ultimo turno | Ultimo turno     | Ultimo turno | Ultimo turno | Ultimo turno |  |
|  |             |                      |                      |             |             |  |  |              |                  |              |              |              |  |
|  | 2           | Pablo Andújar        | Pablo Andújar        | 6           | 6           |  |  |              |                  |              |              |              |  |
|  |             | Lukáš Lacko          | Lukáš Lacko          | 2           | 2           |  |  | 2            | Pablo Andújar    | 2            | 0            | r            |  |
|  |             | Santiago Giraldo     | Santiago Giraldo     | 6           | 6           |  |  |              | Santiago Giraldo | 6            | 0            |              |  |
|  | 11          | Daniel Gimeno Traver | Daniel Gimeno Traver | 3           | 2           |  |  |              |                  |              |              |              |  |

### Sezione 3
|  | Primo turno | Primo turno            | Primo turno            | Primo turno | Primo turno |  |  | Ultimo turno | Ultimo turno          | Ultimo turno          | Ultimo turno | Ultimo turno |  |
|  |             |                        |                        |             |             |  |  |              |                       |                       |              |              |  |
|  | 3           | Horacio Zeballos       | 6                      | 6           | 4           |  |  |              |                       |                       |              |              |  |
|  | WC          | Pierre-Hugues Herbert  | 3                      | 7           | 6           |  |  | WC           | Pierre-Hugues Herbert | Pierre-Hugues Herbert | 6            | 7            |  |
|  |             | Kenny de Schepper      | Kenny de Schepper      | 7           | 6           |  |  |              | Kenny de Schepper     | Kenny de Schepper     | 4            | 64           |  |
|  | 7           | Guillermo García López | Guillermo García López | 69          | 4           |  |  |              |                       |                       |              |              |  |

### Sezione 4
|  | Primo turno | Primo turno         | Primo turno   | Primo turno | Primo turno |  |  | Ultimo turno | Ultimo turno        | Ultimo turno | Ultimo turno | Ultimo turno |  |
|  |             |                     |               |             |             |  |  |              |                     |              |              |              |  |
|  | 4           | Bernard Tomić       | Bernard Tomić | 7           | 7           |  |  |              |                     |              |              |              |  |
|  |             | Ivo Karlović        | Ivo Karlović  | 6           | 63          |  |  | 4            | Bernard Tomić       | 64           | 6            | 6            |  |
|  | WC          | Constant Lestienne  | 1             | 6           | 2           |  |  | 8            | Pablo Carreño Busta | 7            | 4            | 0            |  |
|  | 8           | Pablo Carreño Busta | 6             | 4           | 6           |  |  |              |                     |              |              |              |  |

### Sezione 5
|  | Primo turno | Primo turno       | Primo turno       | Primo turno | Primo turno |  |  | Ultimo turno | Ultimo turno      | Ultimo turno | Ultimo turno | Ultimo turno |  |
|  |             |                   |                   |             |             |  |  |              |                   |              |              |              |  |
|  | 5           | João Sousa        | João Sousa        | 62          | 4           |  |  |              |                   |              |              |              |  |
|  |             | Victor Hănescu    | Victor Hănescu    | 7           | 6           |  |  |              | Victor Hănescu    | 3            | 7            | 3            |  |
|  | WC          | Marc Gicquel      | Marc Gicquel      | 1           | 4           |  |  | 12           | Michał Przysiężny | 6            | 63           | 6            |  |
|  | 12          | Michał Przysiężny | Michał Przysiężny | 6           | 6           |  |  |              |                   |              |              |              |  |

### Sezione 6
|  | Primo turno | Primo turno           | Primo turno           | Primo turno | Primo turno |  |  | Ultimo turno | Ultimo turno          | Ultimo turno | Ultimo turno | Ultimo turno |  |
|  |             |                       |                       |             |             |  |  |              |                       |              |              |              |  |
|  | 6           | Roberto Bautista Agut | Roberto Bautista Agut | 6           | 7           |  |  |              |                       |              |              |              |  |
|  | Alt         | Alejandro Falla       | Alejandro Falla       | 3           | 64          |  |  | 6            | Roberto Bautista Agut | 7            | 1            | 4            |  |
|  | WC          | Maxime Teixeira       | Maxime Teixeira       | 3           | 2           |  |  | 9            | Igor Sijsling         | 65           | 6            | 6            |  |
|  | 9           | Igor Sijsling         | Igor Sijsling         | 6           | 6           |  |  |              |                       |              |              |              |  |